# Acte administratiu
Un acte administratiu és la declaració per part de l'administració pública d'una voluntat potestativa diferent de la voluntat reglamentària o facultat jurídica.
L'activitat de l'Administració es pot analitzar des d'una perspectiva material, atenent la seva incidència sobre els drets i interessos dels particulars (activitat de limitació, prestacional, de foment, etc.), o des d'una perspectiva formal, centrada en el vehicle o el producte final de l'actuació administrativa. Des d'aquesta perspectiva, l'activitat jurídica de l'Administració es concreta, en alguns casos, en actuacions de caràcter bilateral o multilateral (contractes, convenis) i, la majoria de les vegades, en actuacions de caràcter unilateral, que tenen per objecte la creació de normes (reglaments) o l'aplicació de normes de rang legal o reglamentari que serien els actes administratius.
En una definició clàssica, s'entén per acte administratiu tota declaració de voluntat, de judici, de coneixement o de desig, realitzada per l'Administració en exercici d'una potestat administrativa diferent de la potestat reglamentària. D'aquest concepte, cal excloure'n, en conseqüència, les activitats que no consisteixin en una declaració intel·lectual, les actuacions administratives subjectes al dret privat, les declaracions o els actes d'aplicació que no provinguin de l'Administració (actes jurídics d'altres poders públics o dels ciutadans), els negocis jurídics bilaterals (convenis i contractes) i els reglaments.
Aquests darrers, pel seu caràcter normatiu, s'incorporen a l'ordenament jurídic i són susceptibles de múltiples aplicacions, mentre que els actes administratius, desproveïts de força normativa, es limiten a aplicar les normes i s'exhaureixen amb aquesta aplicació. Els actes administratius (resolucions per les quals es realitza un nomenament, s'atorga una autorització, es concedeix una subvenció, s'acorda una expropiació, s'imposa una sanció, etc., o declaracions administratives de judici —informes, dictàmens—, de coneixement —inscripcions registrals, anotacions, certificacions, aixecaments d'actes— o de desig —peticions d'un òrgan a un altre) constitueixen el producte jurídic més abundant en el dret administratiu i són una de les figures en què es concreta l'activitat més característica de les administracions públiques quan exerceixen potestats públiques.
La utilitat d'aquesta categoria abstracta i sintètica rau en la possibilitat de bastir un règim jurídic comú (principis, elements, requisits, forma de producció i d'exteriorització, règim d'impugnació) i d'aplicar-lo en bloc a un gran conjunt d'actuacions típiques de l'Administració. Aquest règim general es troba establert principalment en la La Llei 30/1992 de 26 de novembre de règim jurídic de les administracions públiques i del procediment administratiu comú.

## Desenvolupament històric del concepte
L'origen del concepte d'acte administratiu prové del dret processal i està lligat a l'aparició de la jurisdicció contenciosa administrativa. La jurisdicció contenciosa administrativa va aparèixer a França com una interpretació del principi de separació de poders avui en dia antiquada que considerava que els Tribunals no podien jutjar l'administració perquè si ho feien, els Tribunals administrarien, no respectant la separació de poders. Els conflictes suscitats per l'activitat administrativa s'encomanà a aquesta jurisdicció especial formada per funcionaris i no de jutges. El concepte d'acte administratiu va servir per a delimitar l'àmbit de les competències de la jurisdicció contenciosa administrativa.
Posteriorment, la doctrina elaborà un concepte més ample d'acte administratiu que es referia de manera general a l'activitat administrativa: "tota manifestació de voluntat, desig, coneixement o judici realitzada per l'administració pública en l'exercici d'una potestat administrativa".
Aquesta definició implica un concepte processal i un concepte ampli d'acte administratiu.

### Concepte a Espanya
A Espanya, es va seguir el concepte processal. La Llei reguladora de la Jursidicció Contenciosa administrativa de 1956 l'establia així en l'article 1.1.
L'acte administratiu a Espanya queda entès com un "acte dictat per una administració pública, subjecte a dret administratiu i que produeix efectes jurídics".
La Constitució de 1978 (CE) i la Llei 29/1998, de 13 de juliol, Reguladora de la Jurisdicció Contenciosa administrativa (LJCA) obligà a replantejar-se la utilitat d'aquesta definició. L'art. 103.1 i 106.1 de la CE sotmeten tota l'activitat administrativa als Tribunals, situant-los dins del dret administratiu. Així, el vell concepte processal perd la utilitat i alhora segueix sent utilitzat a les lleis.

## Classes
No és possible establir una classificació exhaustiva, tot i que diferents autors del dret administratiu destaquen les següents:
- Actes administratius de tràmit:No decideixen el fons de la qüestió ni donen lloc a l'acabament del procediment, sinó que es limiten a preparar la decisió final.
- Actes resolutoris o definitius: Decideixen la qüestió plantejada, i normalment, hi posen fi. Aquest són impugnables, a diferència dels actes de tràmit.
- Actes favorables: Aquells que milloren la situació jurídica de l'interessat
- Actes de gravamen: Els que limiten o restringeixen els drets i els interessos de l'interessat, com ho podrien ser els sancionadors.
- Actes que no exhaureixen via administrativa: Són aquells que no manifesten la voluntat definitiva de l'administració d'acabar el procés perquè encara s'hi pot, i s'ha de fer si es vol arribar al recurs contenciós administratiu, recórrer dins la via administrativa.
- Actes que exhaureixen via administrativa: Són aquells que manifesten la voluntat definitiva de l'administració d'acabar el procés perquè ja no es pot, recórrer dins la via administrativa i el següent pas és un recurs contenciós-administratiu o un recurs de reposició o revisió.

### Via administrativa
- Segons l'article 109 la llei 30/1992, posen fi a la via administrativa:

- - Les resolucions de Recurs d'alçada.
  - Aquelles que especifica l'article 107.2 de la Llei 39/2015
  - Les resolucions d'òrgans sense un superior jeràrquic, excepte quan la llei digui el contrari.
  - La resta de resolucions d'òrgans administratius, quan una disposició legal o reglamentària ho estableixi d'aquesta manera.
  - Els acords, pactes, convenis o contractes que tinguin la consideració de finalitzadors d'un procediment.

- Segons la LOFAJE, llei 6/1997 de 14 d'abril d'organització i funcionament de l'administració general de l'estat[6]
  - Els actes administratius dels membres i òrgans de govern de l'estat espanyol.
  - Els que emanin de ministres i secretaris d'estat en exercici de les seves competències.
  - Els emanats dels òrgans directius amb nivell de director general o superior, amb relació a les seves competències.

- Segons la LRBRL, llei 7/1985 de 2 d'abril reguladora de les bases de règim local[7]
  - Les del ple, alcaldes o presidents i juntes de govern, a excepció que una llei sectorial permeti recórrer davant l'administració general de l'estat o l'autonòmica.
  - Les autoritats i òrgans inferiors, quan resolguin per delegació de l'alcalde, del president o d'un altre òrgan.
  - qualsevol autoritat o òrgan quan així ho estableixi una disposició legal.

- Pel que fa a l'administració institucional, s'haurà d'analitzar la legislació específica de cada organisme o entitat, en el cas de l'estat la LOFAJE regula determina que posen fi a la via administrativa els emanants dels màxims òrgans de direcció unipersonals o col·legiats d'acord amb el que estableixin els seus estatuts.

- A nivell d'administració de la Generalitat de Catalunya, d'acord amb l'article 85 de la llei 13/1989:[8]
  - Les del Govern i les del President de la Generalitat.
  - Les dels Consellers, llevat que una llei especial atorgui recurs de súplica davant qualsevol dels òrgans a què es refereix en el punt anterior.
  - Les dels Secretaris Generals i Directors Generals en matèria de personal.
  - Les de qualsevol altre òrgan quan així ho estableix una disposició legal o quan l'òrgan de què es tracti resol recursos d'alçada.

## Elements
Dins els actes administratius hi ha quatre elements:

### Element Subjectiu
L'acte administratiu, en ser dictat per l'administració pública, suposa que sempre té un titular d'aquest. En aquest aspecte, cal tenir en compte que el funcionari titular que realitza l'acte administratiu, ha d'estar legalment investida i actuar de forma imparcial, abstenint-se tal com preveu l'article 28 de la llei 30/1992 o poden ser recusats com especifica l'article 29 de la mateixa llei.
Els actes administratius han de ser dictats per òrgans competents amb la facultat de ser-ho i que respectin els principis de:
- jerarquia
- matèria
- territori

### Element Objectiu
L'acte administratiu és una declaració intel·lectual que ha de ser possible, lícit i determinat de forma que sigui adient a la seva finalitat. En aquest sentit podríem establir 4 grans tipus d'actes administratius:
- de voluntat
- de desig (per exemple un informe sol·licitat entre òrgans administratius)
- declaració de judici (per exemple un informe)
- Coneixement (per exemple un certificat sobre eun títol

### Element Finalista
L'acte administratiu, sempre ha de tendir a buscar l'interès general de la ciutadania. La infracció donaria lloc a la coneguda com desviació de poder per part de l'administració pública.

### Element Formal
L'acte administratiu té una forma de manifestar-se que necessita un pas previ que és el procediment administratiu, d'una forma de declaració i d'una motivació. Concretament podem parlar de:
- Actes expressos: De gran importància en l'administració, són aquells que consisteixen en una manifestació de voluntat inequívoca per part de l'administració, normalment de forma escrita, com per exemple la resolució expressa d'un procediment administariu.
- Actes Presumptes: Fa referència a una ficció jurídica, ja que no es dicta cap acte per part de l'administració sinó que es produeix el silenci administratiu.
- Actes Tàcits: Manca la manifestació, judici o desig de l'administració, però es presumeix racionalment que hi és.

## Presumpció de validesa
Els actes administratius gaudeixen de la presumpció de validesa, el que vol dir que l'ordenament jurídic els reconeix com a tal, mentre un jutge o magistrat no digui el contrari. D'aquí es deriven dos principis bàsics dels actes administratius:
- Executorietat: és el privilegi que tenen els actes administratius per imposar-se per si mateixos i de forma coactiva, quan el destinatari no vol complir-lo. Les formes de fer.ho són:
  - Constrenyiment sobre el patrimoni: la possibilitat d'embargar béns quan la persona no satisfà el deute que li imposa l'acte.
  - Execució subsidiaria: Quan és l'administració pública qui executa l'acte a costa de la persona obligada.
  - Multa coercitiva: L'administració pot anar multant de forma reiterada, perquè el particular acabi complint l'acte.
  - Compulsió sobre les persones: Ús de la força física quan ho autoritzi la llei.

- Executivitat: fa referència a la capacitat dels actes administratius de produir efectes jurídics. Per aquest motiu els actes administratius han de:
  - Ser notificats i publicats.
  - Tenir la possibilitat de ser suspesos per jutges i tribunals quan aquests dubtin de la seva validesa i com a conseqüència d'un recurs.
  - Gaudeixen d'eficàcia retroactiva, o sigui que poden produir efectes sobre actes succeïts en una data anterior a l'acte, sempre que produeixin beneficis per a l'interessat. L'administració pública sols pot fer ús d'aquesta eficàcia quan els pressupòsits de fet necessaris ja existien i sempre que no perjudiqui a terceres persones.

## Motivació
La motivació d'un acte administratiu consisteix en l'exposició de motius o raons en què es basa l'administració pública per a dictar-lo, és a dir, consisteix a exterioritzar les raons que han portat a l'administració a prendre una decisió i a dictar un acte determinat.
En el dret espanyol, la llei que regula aquesta motivació torna a ser la 30/1992 que especifica que els actes que s'han de motivar són:
- Els actes que limiten drets subjectius o interessos legítims.
- Els que resolen procediments de revisió d'ofici de disposicions o actes administratius, recursos administratius, reclamacions prèvies a la via judicial i procediments d'arbitratge.
- Els que se separen del criteri seguit en actuacions precedents o del dictamen d'òrgans consultius.
- Els acords de suspensió d'actes, sigui quin sigui el motiu de la suspensió, així com l'adopció de mesures provisionals previstes en els articles 72 i 136 de la llei 30/1992.
- Els acords per aplicar la tramitació d'urgència o de l'ampliació de terminis.
- Els que es dicten en l'exercici de potestats discrecionals, així com els que han de ser-ho en virtut d'una disposició legal o reglamentària expressa.

A Catalunya, la llei 13/1989, permet que el sistema sigui extremadament garantista per a la ciutadania. Concretament l'article 79 de llei catalana especifica que tots aquells actes administratius resolutoris han de ser motivats, pel que al final dins d'àmbit d'actuació territorial de la Generalitat tots aquells actes resolutoris es motiven mentre que els actes de tràmit, dels quals no en parla la llei 13/89, resten al que especifica la normativa espanyola i en aquest cas la 30/92, pel qual només alguns de tràmit han de ser motivats com hem vist anteriorment. Cal també remarcar, que l'administració periférica, aquella que pertany a l'estat tot i estar situada a Catalunya, no es veu sotmesa a la llei 13/89.

## Obligació per a dictar
L'Administració està obligada a dictar resolució expressa en tots els procediments i a notificar-la sigui quina sigui la seva forma d'iniciació. En els casos de prescripció, renúncia del dret, caducitat del procediment o desistiment de la sol·licitud, així com de desaparició sobrevinguda de l'objecte del procediment, la resolució
consisteix en la declaració de la circumstància que concorri en cada cas, amb indicació dels fets produïts i les normes aplicables. S'exceptuen de l'obligació a què es refereix el paràgraf primer els supòsits de:
- acabament del procediment per pacte o conveni.
- procediments relatius a l'exercici de drets sotmesos únicament al deure de comunicació prèvia l'Administració.

## Notificació
Els actes administratius s'han de notificar als interessats les resolucions i els actes administratius que afectin els seus drets i interessos, en els termes que preveu la llei 30/1992. Qualsevol notificació s'ha de tramitar dins del termini de deu dies a partir de la data en què l'acte s'hagi dictat, i ha de contenir: 
- el text íntegre de la resolució.
- La indicació de si esgota o no la via administrativa.
- l'expressió dels recursos que siguin procedents, l'òrgan davant el qual s'han de presentar i el termini per a interposar-los, sens perjudici que els interessats en puguin exercir, si s'escau, qualsevol altre que estimin procedent.

Les notificacions que continguin el text íntegre de l'acte i ometin algun dels altres requisits que preveu l'apartat anterior tenen efecte a partir de la data en què l'interessat dugui a terme actuacions que impliquin el coneixement del contingut i l'abast de la resolució o l'acte objecte de la notificació o resolució, o interposi qualsevol recurs que sigui procedent. Sens perjudici del que estableix l'apartat anterior, i als únics efectes d'entendre complerta l'obligació de notificar dins del termini màxim de durada dels procediments, n'hi ha prou amb la notificació que contingui almenys el text íntegre de la resolució, així com l'intent de notificació acreditat degudament.
Els actes administratius han de ser objecte de publicació quan ho estableixin les normes reguladores de cada procediment o quan ho aconsellin raons d'interès públic apreciades per l'òrgan competent.